# درويش غورنمز
درويش غورنمز (بالإنجليزية: Darvish-e Gurnamaz)‏ هي قرية تقع في أردبيل في إيران. يقدر عدد سكانها بـ 154 نسمة بحسب إحصاء 2016.